# USS Southard
El USS Southard (DD-207/DMS-10) fue un destructor de la clase Clemson de la Armada de los Estados Unidos durante la Segunda Guerra Mundial. Fue el segundo buque de la Armada que recibió el nombre del Secretario de la Armada Samuel L. Southard (1787–1842).

## Hundimiento

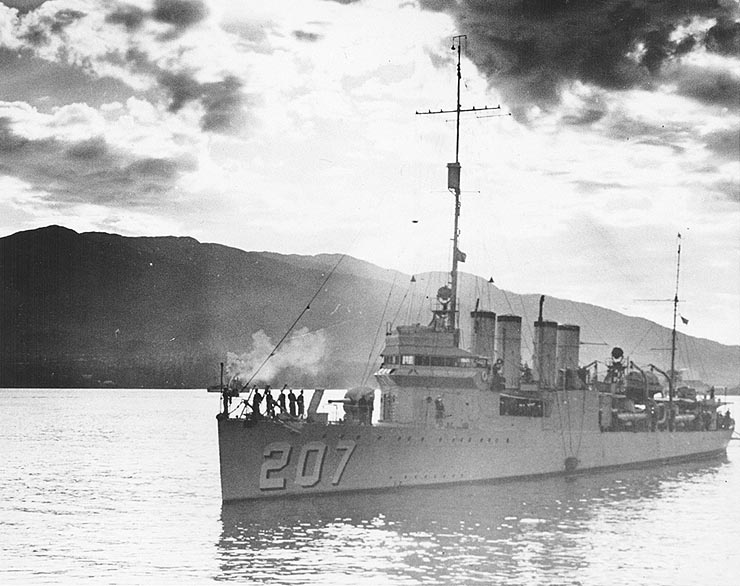
El USS Southard.

Poco después de la rendición de Japón en la Segunda Guerra Mundial, el Southard permaneció en las islas Ryukyu durante el resto de agosto de 1945, siendo sometido a inspección y reconocimiento. El 15 de septiembre de 1945, el equipo de reconocimiento determinó que debía ser trasladado a la zona de retaguardia para una mayor inspección y reparación. Sin embargo, el 17 de septiembre de 1945, mientras maniobraba anclado durante el tifón Ida, sus hélices se enredaron con una red antisubmarina a la deriva y encalló en un arrecife pináculo frente a Tsuken Shima, una isla a unas pocas millas al este del sur de Okinawa. Fue sacado a flote del arrecife y sus hélices fueron limpiadas por buzos el 18 de septiembre de 1945.
Mientras aún esperaba para trasladarse a la zona de retaguardia, el Southard naufragó en otro arrecife a unos 910 m (1000 yardas) al suroeste de Tsuken Shima el 9 de octubre de 1945 durante el tifón Louise. El 10 de octubre de 1945, sus oficiales y tripulación, salvo el oficial al mando y una tripulación mínima, fueron evacuados.
El Southard fue declarado pérdida total y el 5 de diciembre de 1945 fue dado de baja. Fue eliminado de la lista de la Marina el 8 de enero de 1946. Un equipo de demolición destruyó sus restos el 14 de enero de 1946.